# Петър Денчев
Петър Денчев е български театрален режисьор, писател, театрален изследовател и публицист.

## Биография и творчество
Петър Бориславов Денчев е роден на 8 август 1986 г. във Варна. Завършва Четвърта езикова гимназия „Фредерик Жолио-Кюри“ във Варна. През 2010 г. завършва режисура за драматичен театър в НАТФИЗ „Кръстьо Сарафов“. След това през 2017 г.  магистърска програма „Театрално изкуство“ в Националната академия „Кръстьо Сарафов“. Доктор по театрознание и театрално изкуство от 2021 година. Хоноруван преподавател по режисура в НХА - София (2020), както и по основи на режисурата в НАТФИЗ - София (2024). Главен асистент в сектор "Театър" на Института за изследване на изкуствата към Българската академия на науките (2022).
По времето на следването си (2007 г.) печели конкурса "Развитие" за нов български роман с ръкописа "Тъй, както мъж целува жена, която обича". Още в студентските му години на сцената на Младежкия театър "Николай Бинев" се играе спектакълът "Смъртта и Дяволът" от Франк Ведекинд (2009/2010). Дипломира се със "Слугините" от Жан Жьоне в Учебния театър в НАТФИЗ. После работи последователно в театрите в Пазарджик, Стара Загора, Русе, Народния театър ( София), Сатиричния театър (София), театъра във Варна, Театър "Възраждане" (София), Сливенския театър и т.н, където поставя различни спектакли, номинирани за националните награди ИКАР и АСКЕЕР.
През 2018 е номиниран за голямата награда на фондация "Стоян Камбарев" за за постановките му „Телефонът на мъртвеца" и „Едноокият цар" в ДТ „Стоян Бъчваров" Варна, заради изострената му философска и екзистенциална чувствителност, за откривателския подход към драматургията, която ангажира с важни обществени теми, за синтетичния подход и неочаквани перспективи в режисурата и за изграждането на нестандартни релефи на сценичния разказ и пространство. Други негови представления като "Дездемона", "Портокалова кожа", "Хаос", "Паническа опера" се вглеждат в темите за идентичността, феминизма, търсенето на нов израз на страха и политическите ограничения.

Публикува сборника с разкази "Истории в минало време" (2011), както и романите "Тихото слънце" (2012), "Малкият бог на земетръса" (2019), "Превъртане" (2021). Гост е на голям брой литературни фестивали в региона (Сърбия, Македония и др.). Посещава множество литературни резиденции в Сърбия, Македония, Словения и Албания. За периода 2017 – 2018 г. е драматург на ДТ „Стоян Бъчваров“ Варна. Щатен режисьор в ДТ „Стефан Киров“ Сливен от 2020 година.
Има публикации в списанията „Vagabond“ (София), „Алтера“ (София), „Капитал Light“ (София) и „Простори“ (Варна), Granta България, ЛИК, Страница (Пловдив), както и във вестниците „Компас“ (Бургас) и „Култура“ (София), „Повеля“ (Сърбия), „Зенит“ (Северна Македония), „Rast“ (Словения), „Современост“ (Македония), а също и в електронните издания „Литературен клуб“, Литернет, toest.bg. Публикуван е и в американския сайт „The Litterbox magazine“, както и в македонския „okno.mk“ и сръбското списание „Beton: kulturno propagandni komplet“. Негови текстове са превеждани на английски, персийски, македонски, словенски, немски и сръбски език.
Негови спектакли многократно са номинирани и награждавани с национални театрални награди. Има реализирани спектакли в театрите във Варна, Пазарджик, Стара Загора, Сливен, Ямбол, Русе, Сатиричен театър „А. Константинов“ София, Народен театър „Иван Вазов“ София, Театър Възраждане,  Младежки театър „Н. Бинев“ София, Фабрика 126 София. Представления на Петър Денчев са гостували на различни театрални фестивали и форуми в Сърбия, Черна гора, Румъния, Молдова и Косово.
Също така Денчев реализира различни работни ателиета по режисура и творческо писане като уъркшоп за студенти по режисура по "Чайка" на Чехов в UNATC ( National university of Theatre and Film) "I. L. Caragiale" Букурещ, Румъния (2023), курса по творческо писание, съвместно с фондация "Елизабет Костова" - вътрешният писателски глас, "Може би всички сме Мики Маус" по пиесата на Мая Пелевич на фестивала "Нови отворени сцени +"(2025).
По време на своите пътувания Денчев пише политически, социални и културни статии и коментари за Капитал, Маргиналия, Тоест, ВИЖ! и други издания.

## Театрални представления
- "Боряна" от Йордан Йовков (Драматичен театър "Стефан Киров", Сливен, 2025)
- "Хиляда и вторият"[13] от Борис Априлов (Драматичен театър "Стефан Киров", Сливен, 2024)
- "Хаос" [14]от Мика Мюлюахо ( Драматичен театър "Гео Милев", Стара Загора, 2023)
- "Дездемона"[15] от Пола Вогъл (Драматичен театър "Стефан Киров", Сливен, 2022) (Номинация Икар - за актьорски дебют)
- „Емилия Галоти”[16] от Готхолд Ефраим Лесинг (Театър НАТФИЗ, София, 2021)
- „Паническа опера”[17] от Алехандро Ходоровски (Драматичен театър “Стефан Киров”, Сливен, 2021)
- „Портокалова кожа“[18] от Мая Пелевич (Общински театър „Възраждане“ София, 2020) (Награда Икар - за музика, награда Аскеер - за сценография, награда Аскеер - за поддържаща мъжка роля, награда Аскеер - за актьорски дебют)
- „Хоро“[19] по Антон Страшимиров,(Драматичен театър „Сава Огнянов“ Русе, 2020)
- „Асансьорът“[20] от Георги Марков (Оренда Арт/Национален студенски дом – София/Общински театър – Казанлък, 2019)
- „Козметика на врага“[21] от Амели Нотомб (Драматичен театър „Стефан Киров“ Сливен, 2019)
- „Телефонът на мъртвеца“[22] от Сара Рул (Драматичен театър „Стоян Бъчваров“ Варна, 2018) (Номинация Икар - за музика)
- „С любовта шега не бива“[23] от Алфред дьо Мюсе (Драматичен театър „К. Величков“ Пазарджик, 2018)
- „Следобедни игри“[24] от Рома Майо (Драматичен театър „Гео Милев“ Стара Загора, 2017)
- „Едноокият цар“[25] от Марк Креует (Драматичен театър „Стоян Бъчваров“ Варна, 2016) (Номинация Икар - за музика)
- „Дванайсета нощ“[26] от Уилям Шекспир (Драматичен театър „Сава Огнянов“ Русе, 2015)
- „Убийство в експреса“[27] от Габор Гьоргей (Държавен сатиричен театър „Алеко Константинов“ София, 2015)
- „Различният“[28] по Алексей Слаповски (Драматичен театър „Невена Коканова“ Ямбол, 2014)
- „Мизантроп“[29] от Молиер (Сдружение „КЛАС“ / Фабрика 126 / Altronics light & suspacious, София, 2014)
- „Бурунданга“ от Жорди Галсеран (Държавен сатиричен театър „Алеко Константинов“ София, 2014)
- „Ромео и Жулиета“[30] по Уилям Шекспир (Драматичен театър „Гео Милев“ Стара Загора, 2013)
- „Морски пейзаж“ [31]от Едуард Олби (Народен театър „Иван Вазов“ София, 2013) (Номинация Икар - главна женска роля)
- „Медея“[32] по Еврипид, Жан Ануи, Теодор Драйер и Йосиф Бродски (Драматичен театър „Сава Огнянов“, Русе, 2012) (Номинация Икар - главна женска роля)
- „Карнавал“ от Жорди Галсеран (Драматичен театър „Гео Милев“ Стара Загора, 2012) (Номинация Аскеер - главна женска роля)
- „Жената от миналото“ по Роланд Шимелпфениг (Драматично-куклен театър „Константин Величков“ Пазарджик, 2011)
- „Слугините“ от Жан Жоне (Учебен драматичен театър НАТФИЗ „Кръстьо Сарафов“ София, 2010)
- „Схватки“ по Катрин Нейз (Учебен драматичен театър НАТФИЗ „Кръстьо Сарафов“ София, 2010)
- „Смъртта и Дяволът“ по Франк Ведекинд (Младежки театър „Николай Бинев“/ УДТ НАТФИЗ „Кръстьо Сарафов“ София, 2009)

## Акции, хепънинги, пърформанси
- "Reality (re)produced"[33] съвместно със Славена Петкова, Rebonkers, (2022)
- „Пристанища и стаи“[34] от Яна Монева, поетичен хепънинг (Общински театър „Л. Кабакчиев“ Казанлък) и Шипкова къща (2015)

## Участия в сборници, антологии и други
- „ Българският театър 1945 – 1989“[35] (2024) сборник студии. Съвместно с Румяна Николова, Ани Топалджикова, Ромео Попилиев, Камелия Николова, Николай Йорданов, Албена Тагарева, Зорница Каменова, Хомо луденс. София, България.
- „Ein fremder freund“[36] (2017), Eta Verlag. Berlin, Germany
- „Jedna kratka? Šesta Kikinda“[37] (2012) Udruženje „Kikinda short“ Kikinda, Srbija
- „Знойни хоризонти“[38] (2006), поредица „Нова българска фантастика“, №35, ИК „Аргус“

## Награди и номинации
Разказът му „Малакоф, искам да остарея“ е награден на конкурса „Екстаз“ на сп. „Алтера“ през 2006 г. Има номинации и награди от различни поетични конкурси. Два пъти получава втора награда на Националния младежки поетичен конкурс „Веселин Ханчев“ (Стара Загора, 2006 и 2010).
През 2007 г. печели конкурса за ръкопис на нов български роман „Развитие“ с „Тъй, както мъж целува жена, която обича“, а след това и поощрителната награда на Райфайзен банк на конкурса „Южна пролет“ 2008. Негови спектакли са участвали на различни театрални фестивали и форуми в Сърбия, България, Черна гора, Косово, Румъния и Молдова.
- 2006 Награда на конкурс „Екстаз“ на сп. Алтера, София (за разказа „Малакоф, искам да остарея“).
- 2007 Награда „Развитие“ за нов български роман за „Тъй, както мъж целува жена, която обича“, София.
- 2009 Почетен знак от фестивала „Славия“ в Белград, Сърбия за представлението „Смъртта и Дяволът“, Белград, Сърбия.
- 2010 II Награда за поезия на младежкия поетичен конкурс „Веселин Ханчев“, Стара Загора (за стихотворението „Писмо от Средиземно море“).
- 2010 Най-добър студент по режисура в НАТФИЗ „Кръстьо Сарофов“, София.
- 2010 Награда за най-добра актриса на Албена Григорова в представлението „Схватки“ на фестивала „Скена ЪП!“, Прищина, Косово.
- 2012 Награда „Светлоструй“ за романа „Тихото слънце“, Русе.
- 2012 II Награда за поезия на младежкия поетичен конкурс „Веселин Ханчев“, Стара Загора (за стихотворението „Чен кой е?“).
- 2012 Номинация Икар за спектакъла “Медея”, за актрисата Мариана Крумова.[39]
- 2012 Номинации Аскеер за спектакъла “Карнавал” и “Морски пейзаж”, съответно за актрисите Елена Азалова и Жорета Николова.[40]
- 2017 Номинация Икар за спектакъла “Едноокият цар” за авторската музика на Христо Намлиев.
- 2018 Номинация Аскеер за спектакъла “Телефонът на мъртвеца” за авторската музика на Христо Намлиев.
- 2019 Награда на Столична община за изкуство, съвместно с фондация „Стоян Камбарев“ за млад режисьор.
- 2019 Номинация за награда “Хеликон” за романа “Малкият бог на земетръса”.
- 2021 Награда Икар за спектакъла “Портокалова кожа” за авторската музика на Христо Намлиев.
- 2021 Награди Аскеер за спектакъла “Портокалова кожа” за изгряваща звезда на Виттория Николова, за поддържаща мъжка роля на  Йордан Ръсин , за сценография на Петър Митев.[41]
- 2021 Номинация за награда “Хеликон” за романа “Превъртане”[42].
- 2023 Номинация за дебют на актрисата Мария Манолова в спектакъла "Дездемона".[43]
- 2024 Номинация за критически текст - награди "Икар" за "Употреба и функция на пространството в театралния спектакъл (от 1968 година до наши дни)".
- 2024 Номинация за критически текст - награди "Икар", заедно с  Румяна Николова, Ани Топалджикова, Ромео Попилиев, Камелия Николова, Николай Йорданов, Албена Тагарева, Зорница Каменова за „Българският театър 1945 – 1989“ сборник студии.
- 2024 Награда за критически текст - награди "Икар", заедно с  Румяна Николова, Ани Топалджикова, Ромео Попилиев, Камелия Николова, Николай Йорданов, Албена Тагарева, Зорница Каменова за „Българският театър 1945 – 1989“ сборник студии.

## Участия на фестивали, форуми, гостувания в чужбина
- 2025 Фестивал театрални дни "Матей Вишняк", Сучава, Румъния. - с "Хаос"
- 2024 Фестивал Tirana Gate, Тирана, Албания.
- 2024 Фестивал "Дни на прозата", Куманово, Северна Македония.
- 2021 Фестивал “Фестис”, Кишинев, Молдова - с “Хоро” от А. Страшимиров.
- 2021 Сцена на кръстопът, Пловдив  - с “Портокалова кожа”.
- 2020 Празници на изкуствата „Аполония“, Созопол – предпремиерно с „Портокалова кожа“.
- 2020 Международен театрален фестивал „Славия“ Белград, Сърбия – с „Козметика на врага.“
- 2019 Международен театрален фестивал „Славия“ Белград, Сърбия – със „С любовта шега не бива.“
- 2017 Фестивал „Младите в театъра“ 2017, Ловеч, България – със „Следобедни игри“ от Рома Майо.
- 2017 Международен театрален фестивал „Славия“ Белград, Сърбия – с „Едноокият цар“.
- 2016 Литературен фестивал „Друга приказна“, Скопие, Македония.
- 2016 Международен театрален фестивал „Варненско лято“ – паралелна програма – с „Едноокият цар“.
- 2016 Национален фестивал на малките театрални форми – Враца – с „Едноокият цар“.
- 2016 Фестивал „Нова българска драма“ Шумен – с „Пристанища и стаи“.
- 2015 Фестивал на краткия разказ „Кикинда шорт“ Кикинда, Зренянин, Белград, Сърбия.
- 2013 Фестивал „Славия“ 2013 Белград, Сърбия – с „Медея“ по Еврипид, Ануи, Теодор Драйер и Йосиф Бродски.
- 2012 Фестивал „Славия“ 2012 Белград, Сърбия – с „Жената от миналото“ по Р. Шимелпфениг.
- 2011 Фестивал „Панаир на младите“ 2011 Ловеч, България – с „Жената от миналото“ по Р. Шимелпфениг.
- 2010 Фестивал на краткия разказ „Кикинда шорт“, Кикинда, Сърбия.
- 2010 Фестивал „Варненско лято 2010“ Варна, България – със „Слугините“ по Жан Жоне.
- 2009 Фестивал „Славия“, Театър „Славия“, Белград, Сърбия – със „Смъртта и Дяволът“ от Франк Ведекинд.
- 2009 Фестивал „Skena UP!“, Прищина, Косово, – със „Схватки“ от Катрин Нейз, награда за най-добра актриса „Адриана“ от Театър „Додона“, Прищина.